# Афера століття
«Афера століття» (ісп. El robo del siglo) — аргентинський комедійний трилер 2020 року, режисер якого є Аріель Віноград. У фільмі зіграли Дієго Перетті, Гільєрмо Франселла, Пабло Раго, Луїс Луке, Рафаель Ферро та Маріано Ардженто .

## Сюжет
Фільм заснований на реальній історії пограбування філії Banco Río в буенос-айресському місті Акассусо.13 січня 2006 року в цьому місті відбулося пограбування бандою з шести грабіжників, озброєних іграшковою зброєю. Вони взяли 23 заручників і забрали 15 мільйонів доларів зі 147 сейфів.

## Актори
- Дієго Перетті в ролі Фернандо Араужо, замовника і виконавця пограбування.
- Гільєрмо Франселла в ролі Маріо Вітетте Селланеса, «чоловіка в сірому костюмі».[5]
- Пабло Раго в ролі Себастьяна в ролі «марсіанина».[6]
- Луїс Луке в ролі Мігеля Сілео, поліцейського переговорника.
- Хуан Аларі — " Паїса ", водій вантажівки.[5]
- Рафаель Ферро в ролі Альберто «Бето» де ла Торре, відповідального за захоплення заручників.[7]
- Магела Занотта — «турка», дружина Де ла Торре.[5]
- Йоханна Франселла — Люсія Вітетт Селланес.
- Маріано Ардженто в ролі «дока» Дебаузи.
- Маріо Москосо та Даріо Леві — поліцейські.
- Фабіан Аренільяс як голова групи Hawk.
- Маріо Аларкон як прокурор.
- Енріке Дюмон — психоаналітик.
- Себастьян Могордой — охоронець.
- Маріела Піццо — Клаудія, дружина «марсіанина»
- Луз Паласон як банківський працівник.
- Марія Марулл як адвокат.
- Паула Гріншпан — прибиральниця.
- Почі Дюкасс і Хуан Тупак Солер як заручники.

## Виробництво
Зйомки розпочалися 15 квітня 2019 року в Буенос-Айресі і завершилися 4 червня того ж року в Потрерільос, Мендоса приблизно за сім з половиною місяців до остаточного виходу, 16 січня 2020 року. Сценарій написали продюсер Алекс Зіто та автор пограбування Фернандо Араухо, який мав цех для фарбування в десяти кварталах від банку. Дистриб'ютором фільму виступили Warner Bros.

## Прем'єра
Прем'єра відбулася в Аргентині 16 січня 2020 року Також був показ на кінофестивалі в Малазі в березні 2020 року

### Прийом критиків
Фільм отримав позитивні відгуки серед критиків. Згідно з веб-сайтом Todas las críticas, порталом, який збирає й усереднює серед різноманітних професійних рецензій, фільм має рейтинг 77/100 на основі 34 рецензій.